# Siem Sogn
Siem Sogn er et sogn i Rebild Provsti (Aalborg Stift).
I 1800-tallet var Siem Sogn og Torup Sogn annekser til Store Brøndum Sogn. Alle 3 sogne hørte til Hellum Herred i Ålborg Amt. Store Brøndum-Siem-Torup sognekommune blev ved kommunalreformen i 1970 indlemmet i Skørping Kommune, der ved strukturreformen i 2007 indgik i Rebild Kommune.
I Siem Sogn ligger Siem Kirke. 
I sognet findes følgende autoriserede stednavne:
- Siem (bebyggelse, ejerlav)
- Siem Skov (areal)
- Siem Udflyttere (bebyggelse)